# Vela ai Giochi della XXX Olimpiade - 470 maschile
Le gare di vela della classe 470 maschile dei giochi olimpici di Londra 2012 si sono svolte dal 2 al 6 agosto 2012 presso Weymouth e Isle of Portland.

## Le gare
La competizione consiste in una gara di tipo fleet racing. 10 gare costituiscono la prima fase. Il peggior risultato per ciascun equipaggio viene ignorato. Al termine delle prime dieci regate, i migliori dieci classificati si qualificano per la gara di medal race. I punteggi nella gara di medal race valgono doppio e vengono sommati ai punteggi ottenuti nelle dieci regate della prima fase.

## Programma
Tutti gli orari sono British Summer Time (UTC+1)
| Data                    | Ora   | Turno       |
| ----------------------- | ----- | ----------- |
| Giovedì, 2 agosto 2012  | 13:00 | Gara 1 e 2  |
| Venerdì, 3 agosto 2012  | 13:00 | Gara 3 e 4  |
| Sabato, 4 agosto 2012   | 13:00 | Gara 5 e 6  |
| Lunedì, 6 agosto 2012   | 13:00 | Gara 7 e 8  |
| Martedì, 7 agosto 2012  | 13:00 | Gara 9 e 10 |
| Venerdì, 10 agosto 2012 | 12:00 | Medal Race  |

## Risultati
I punti sono assegnati in base alla posizione di arrivo nelle singole gare (1 per il primo, 2 per il secondo, ecc.). Il punteggio totale è la somma delle varie gare, e vince chi ha meno punti. Se un velista viene squalificato o non partecipa alla gara gli vengono assegnati 28 punti (essendoci 27 barche in gara).
Le abbreviazioni utilizzate sono le seguenti:
- OCS – On course side (partenza irregolare)
- DSQ – Squalificato
- DNF – Non termina la gara
- DNS – Non partito

| Posizione | Nome                                                   | Gara   | Gara | Gara | Gara | Gara | Gara   | Gara | Gara | Gara   | Gara   | Gara | Punti | Punti |
| Posizione | Nome                                                   | 1      | 2    | 3    | 4    | 5    | 6      | 7    | 8    | 9      | 10     | M    | Tot   | Net   |
| --------- | ------------------------------------------------------ | ------ | ---- | ---- | ---- | ---- | ------ | ---- | ---- | ------ | ------ | ---- | ----- | ----- |
|           | Mathew Belcher e Malcolm Page (AUS)                    | 3      | 9    | 2    | 1    | 1    | 1      | 3    | 5    | 1      | 1      | 4    | 31    | 22    |
|           | Luke Patience e Stuart Bithell (GBR)                   | 2      | 1    | 4    | 2    | 3    | 4      | 1    | 6    | 3      | 2      | 8    | 36    | 30    |
|           | Lucas Calabrese e Juan de la Fuente (ARG)              | 5      | 24   | 3    | 9    | 17   | 8      | 2    | 2    | 5      | 6      | 6    | 87    | 63    |
| 4         | Gabrio Zandonà e Pietro Zucchetti (ITA)                | 6      | 26   | 1    | 8    | 6    | 13     | 8    | 4    | 11     | 3      | 12   | 98    | 72    |
| 5         | Paul Snow-Hansen e Jason Saunders (NZL)                | 28 DSQ | 3    | 5    | 4    | 16   | 3      | 7    | 9    | 13     | 12     | 14   | 114   | 86    |
| 6         | Šime Fantela e Igor Marenić (CRO)                      | 28 DSQ | 13   | 9    | 10   | 8    | 5      | 15   | 1    | 2      | 22     | 2    | 115   | 87    |
| 7         | Pierre Leboucher e Vincent Garos (FRA)                 | 9      | 10   | 11   | 6    | 10   | 2      | 19   | 11   | 4      | 11     | 16   | 109   | 90    |
| 8         | Alvaro Marinho e Miguel Nunes (POR)                    | 12     | 2    | 16   | 5    | 11   | 7      | 17   | 3    | 10     | 28 OCS | 10   | 121   | 93    |
| 9         | Matthias Schmid e Florian Reichstädter (AUT)           | 1      | 4    | 7    | 19   | 4    | 16     | 24   | 10   | 14     | 14     | 18   | 131   | 107   |
| 10        | Anton Dahlberg e Sebastian Östling (SWE)               | 4      | 6    | 8    | 14   | 13   | 9      | 14   | 24   | 22     | 13     | 20   | 147   | 123   |
| 11        | Onán Barreiros e Aarón Sarmiento (ESP)                 | 7      | 8    | 12   | 27   | 24   | 6      | 10   | 13   | 15     | 9      | EL   | 131   | 104   |
| 12        | Sven Coster e Kalle Coster (NED)                       | 8      | 5    | 19   | 7    | 21   | 24     | 9    | 22   | 6      | 8      | EL   | 129   | 105   |
| 13        | Ferdinand Gerz e Patrick Follmann (GER)                | 13     | 17   | 13   | 16   | 9    | 10     | 11   | 14   | 9      | 10     | EL   | 122   | 105   |
| 14        | Stuart McNay e Graham Biehl (USA)                      | 15     | 22   | 10   | 3    | 23   | 23     | 6    | 18   | 7      | 4      | EL   | 131   | 108   |
| 15        | Gideon Kliger e Eran Sela (ISR)                        | 17     | 11   | 17   | 11   | 2    | 14     | 5    | 12   | 28 OCS | 23     | EL   | 140   | 112   |
| 16        | Yannick Brauchli e Romuald Hausser (SUI)               | 11     | 16   | 18   | 22   | 14   | 12     | 12   | 7    | 23     | 7      | EL   | 142   | 119   |
| 17        | Maksim Šeremet'ev e Michail Šeremet'ev (RUS)           | 21     | 18   | 14   | 13   | 5    | 20     | 4    | 25   | 18     | 17     | EL   | 155   | 130   |
| 18        | Ryunosuke Harada e Yugo Yoshida (JPN)                  | 19     | 12   | 25   | 12   | 7    | 11     | 21   | 17   | 17     | 15     | EL   | 156   | 131   |
| 19        | Panagiotis Kampouridis e Efstathios Papadopoulos (GRE) | 14     | 7    | 20   | 15   | 18   | 28 DSQ | 27   | 19   | 8      | 20     | EL   | 176   | 148   |
| 20        | Wang Weidong e Deng Daokun (CHN)                       | 20     | 15   | 6    | 26   | 27   | 17     | 22   | 26   | 12     | 16     | EL   | 187   | 160   |
| 21        | Joonas Lindgren e Niklas Lindgren (FIN)                | 22     | 19   | 22   | 17   | 12   | 15     | 26   | 21   | 21     | 18     | EL   | 193   | 167   |
| 22        | Park Gun-Woo e Cho Sung-Min (KOR)                      | 23     | 14   | 15   | 24   | 20   | 25     | 20   | 8    | 24     | 21     | EL   | 194   | 169   |
| 23        | Ger Owens e Scott Flanigan (IRL)                       | 16     | 25   | 24   | 25   | 15   | 22     | 25   | 27   | 16     | 5      | EL   | 200   | 173   |
| 24        | Deniz Çinar e Ates Çinar (TUR)                         | 10     | 23   | 26   | 18   | 22   | 21     | 23   | 16   | 19     | 26     | EL   | 204   | 178   |
| 25        | Luke Ramsay e Mike Leigh (CAN)                         | 24     | 20   | 21   | 21   | 19   | 19     | 16   | 20   | 26     | 19     | EL   | 205   | 179   |
| 26        | Jim Asenathi e Roger Hudson (RSA)                      | 18     | 27   | 27   | 20   | 26   | 26     | 13   | 15   | 25     | 24     | EL   | 221   | 194   |
| 27        | Benjamin Grez e Diego González (CHI)                   | 25     | 21   | 23   | 23   | 25   | 18     | 18   | 23   | 20     | 25     | EL   | 221   | 196   |